# Danh sách đô thị Vanuatu
Dưới đây là Danh sách các đô thị tại Vanuatu.

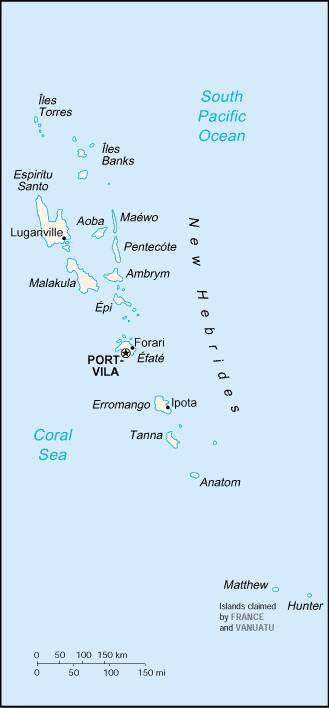
Bản đồ Vanuatu

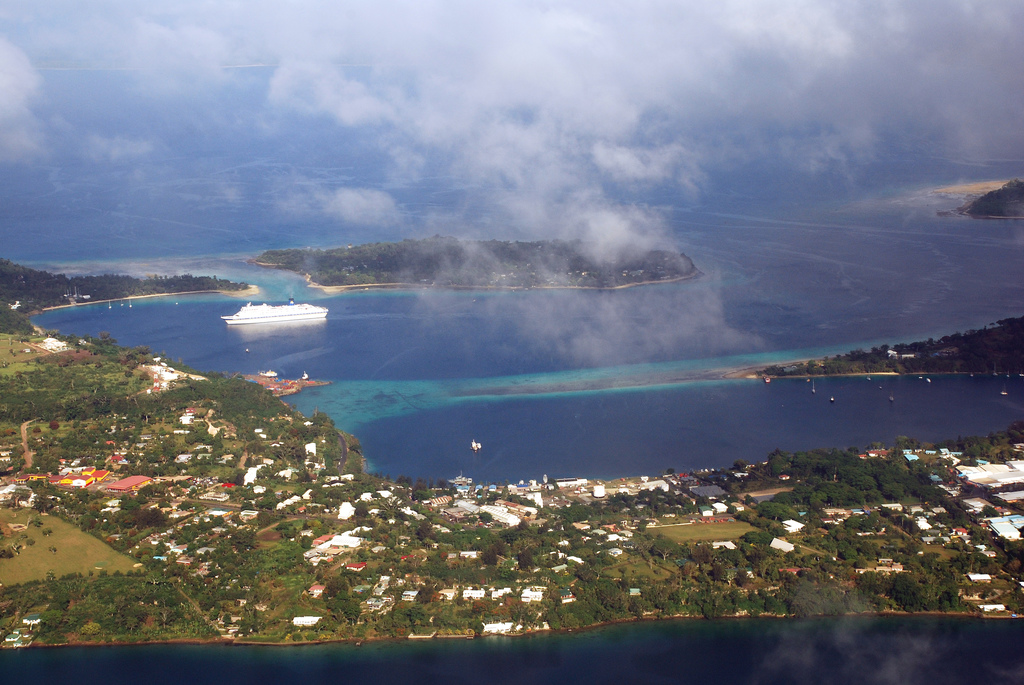
Port Vila, Thủ đô Vanuatu

- Bunlap
- Forari
- Ipikil
- Ipota
- Isangel
- Lakatoro
- Lamap
- Loltong
- Longana
- Lorevilko
- Luganville
- Lénakel
- Port Olry
- Port Vila - Thủ đô
- Rovo Bay
- Sola
- Sulphur Bay
- Whitesands